# Ritchie Bros. Auctioneers
Ritchie Bros. Auctioneers est une entreprise canadienne de ventes aux enchères basée près de Vancouver.

## Histoire
En août 2021, Ritchie Bros. Auctioneers annonce l'acquisition d'Euro Auctions pour 1,07 milliard de dollars.